# Condado de Pontotoc (Oklahoma)
El condado de Pontotoc (en inglés, Pontotoc County), fundado en 1907, es un condado del estado de Oklahoma, Estados Unidos. Según el censo de 2020, tiene una población de 38 065 habitantes.
La sede del condado es Ada.

## Geografía
Según la Oficina del Censo, el condado tiene un área total de 1879 km², de la cual 1866 km² es tierra y 13 km² es agua.

## Demografía
Según el censo de 2020, hay 15 179 hogares y 7026 familias en el condado.
En el 2000,los ingresos promedio de los hogares del condado eran de $ 26,955 y los ingresos promedio de las familias eran de $35 400. Los ingresos per cápita para el condado era de $14 664. En 2000 los hombres tenían un ingreso per cápita de $26 785 frente a $18 939 para las mujeres. Alrededor del 16.50% de la población estaba bajo el umbral de pobreza nacional.
De acuerdo con la estimación 2015-2019 de la Oficina del Censo, los ingresos promedio de los hogares del condado son de $ 50 392 y los ingresos promedio de las familias son de $63,448. Los ingresos per cápita para el condado en los últimos doce meses, medidos en dólares de 2019, son de $26 187. Alrededor del 14,7% de la población está bajo el umbral de pobreza nacional.

## Condados adyacentes
- Condado de Seminole (norte)
- Condado de Hughes (noreste)
- Condado de Coal (sureste)
- Condado de Johnston (sur)
- Condado de Murray (suroeste)
- Condado de Garvin (oeste)
- Condado de McClain y Condado de Pottawatomie (noroeste)

## Ciudades y pueblos
- Ada
- Allen
- Byng
- Fitzhugh
- Francis
- Roff
- Stonewall